# Donny Hathaway
Donny Edward Hathaway (Chicago, 1º ottobre 1945 – New York, 13 gennaio 1979) è stato un cantante e pianista statunitense.

## Biografia

### Gli inizi
Nato a Chicago, figlio di Drusella Huntley e nipote di Martha Pitts, cantante di gospel, Hathaway comincia a cantare nel coro gospel della chiesa con la nonna fin dall'età di tre anni. Si è diplomato alla Vashon High School nel 1963. Ha avuto la possibilità di studiare musica grazie ad una borsa di studio presso la Howard University di Washington, dove conosce Roberta Flack, con la quale instaura un forte sodalizio umano ed artistico durato fino alla sua morte. Abbandona la Howard University nel 1967, subito dopo aver ricevuto offerte di lavoro nel mondo della musica.

### Carriera
Lavora a Chicago, inizialmente come produttore ed autore presso la Twinight Records, dove ha la possibilità di collaborare con artisti come Aretha Franklin, Jerry Butler, Curtis Mayfield, The Staples Singers, Carla Thomas, ma il suo debutto discografico avviene nel 1969, anno in cui firma un contratto con la Atco Records, della quale esponente di spicco e produttore è King Curtis, e pubblica il suo primo singolo The Ghetto, Pt. 1 contenuto nel LP Everything Is Everything, acclamato dalla critica.
Il lancio del suo secondo album Donny Hathaway è datato al 1971; in esso è presente la cover di Leon Russell A Song for You, riproposta negli anni a venire da molti altri artisti, tra i quali Whitney Houston, Ray Charles, Michael Bublé, Christina Aguilera, Amy Winehouse. Ma il successo di pubblico arriva solo l'anno successivo, in cui si avvale della collaborazione dell'amica e collega Roberta Flack, per incidere un album, intitolato Roberta Flack & Donny Hathaway, costituito principalmente da duetti e cover. L'album raggiunge la posizione No.3 della Billboard 200, mentre il singolo più famoso Where Is the Love giunge alla posizione No.5 della Billboard Hot 100, raggiunge la vetta della classifica statunitense dei singoli r'n'b e gli fa aggiudicare un Grammy Award.
In seguito continua a scalare le classifiche pop e r'n'b statunitensi grazie a singoli quali Love, Love, Love e Someday We'll All Be Free contenuti nel suo quarto ed ultimo album Extension of a Man; seppure la sua carriera conosca una fase d'arresto dovuta a forti attacchi di depressione e crisi nervose, compare in classifica ancora una volta nel 1978, quando incide con la Flack il duetto The Closer I Get to You, il quale si posiziona alla numero due della Billboard Hot 100 e alla vetta dei singoli r'n'b. Il brano è considerato un classico del soul e molti artisti ne hanno eseguito una cover, tra le tante quella più celebre è di Beyoncé e Luther Vandross, risalente al 2003 ed inserita sia nell'ultimo album di Vandross Dance with My Father, sia nel primo album da solista della Knowles Dangerously in Love.

### Morte
Il 13 gennaio 1979 l'artista è stato trovato morto sul marciapiede del New York's Essex House Hotel, dove pernottava in una stanza al quindicesimo piano. La morte fu ben presto considerata suicidio vista la sua precaria salute psicofisica.

## Influenza musicale
Considerato dalla rivista Rolling Stones uno dei pionieri della musica soul", inserito nella lista della medesima rivista alla posizione 49 tra i 100 cantanti più grandi di sempre, con il tempo non ha mai smesso di influenzare artisti provenienti dalla realtà afroamericana anche contemporanea e non solo, i quali lo hanno citato tra le loro fonti d'ispirazione; tra questi troviamo: Stevie Wonder, Alicia Keys, Beyoncé, R. Kelly, Chris Brown, John Legend, Amy Winehouse, George Benson, Justin Timberlake, Christina Aguilera, Anthony Hamilton e tanti altri.

## Discografia

### Album in studio
- 1970 – Everything Is Everything
- 1971 – Donny Hathaway
- 1972 – Roberta Flack & Donny Hathaway
- 1973 – Extension of a Man
- 1980 – Roberta Flack Featuring Donny Hathaway

### Album dal vivo
- 1972 – Live
- 1980 – In Performance
- 2004 – These Songs for You, Live!

### Raccolte
- 1978 – The Best of Donny Hathaway
- 1990 – A Donny Hathaway Collection
- 2000 – Free Soul: The Classic of Donny Hathaway
- 2010 – Someday We'll All Be Free